# Миранда (Шекспир)

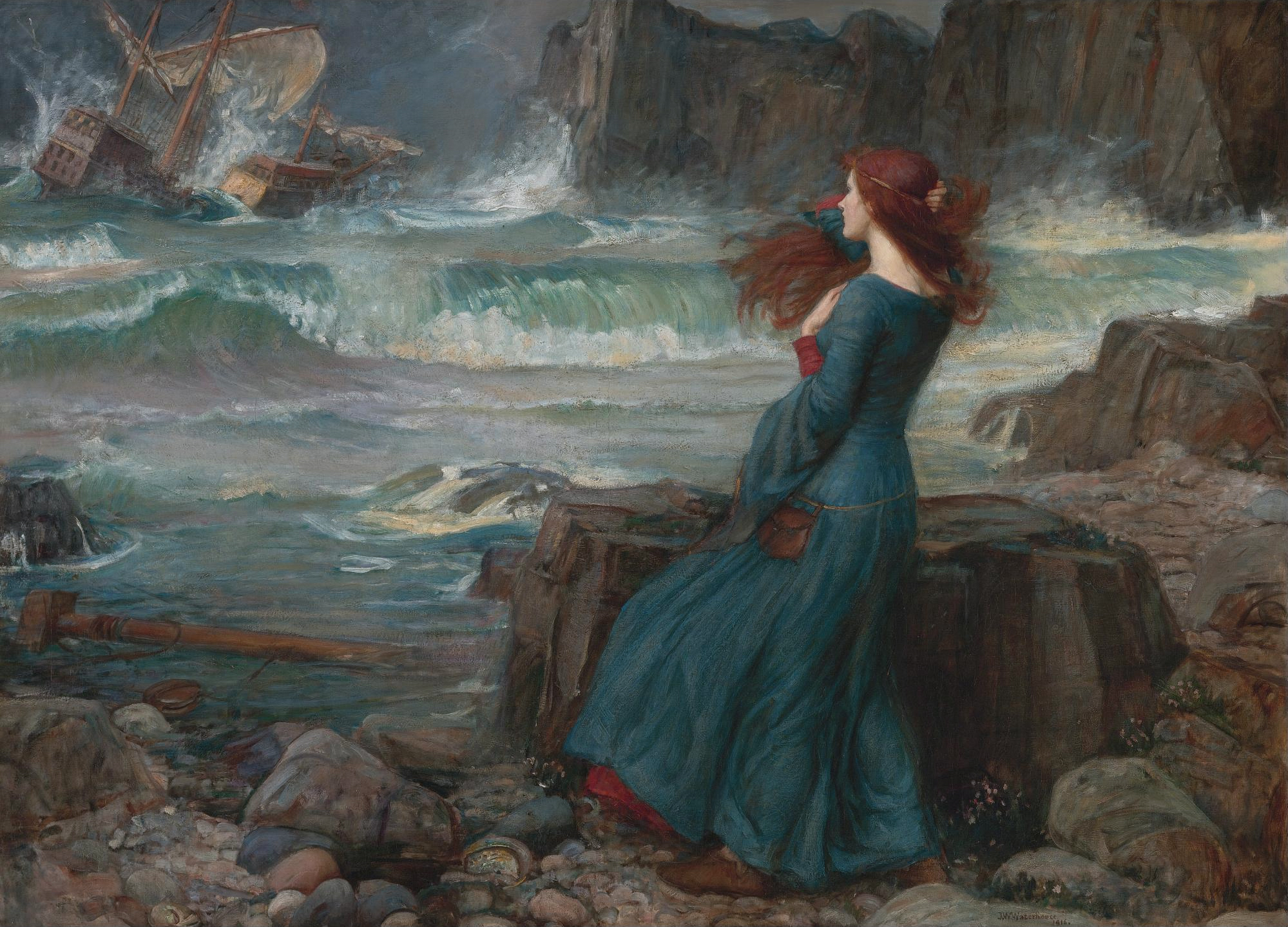
Уотерхаус, Джон Уильям. «Миранда и Буря» (Miranda and the Tempest) (1916)

Мира́нда — героиня пьесы Уильяма Шекспира «Буря».
Миранда — наивная 15-летняя девочка, единственная дочь герцога Просперо. Она и её отец стали отшельниками на острове по вине её дяди Антонио, который хотел занять престол. Миранда живёт на необитаемом острове с 3-х лет. Однажды, из-за бури их земляки, неаполитанцы, среди которых был и молодой принц Фердинанд, потерпели кораблекрушение и тоже оказались на этом острове.
Герцог Просперо, который является магом, посылает Ариэля, духа, который ему служит, за Фердинандом и организует дело так, что принц и Миранда влюбляются друг в друга. Приготовления к свадьбе и стали причиной возвращения герцога и Миранды к цивилизации.

## Влияние персонажа
В честь героини пьесы были названы некоторые объекты и вымышленные люди:
- Миранда — самый близкий к Урану и наименьший из пяти больших спутников.
- Миранда — персонаж романа «Коллекционер», написанного Джоном Фаулзом. Образы героев романа напоминают Миранду и Калибана из пьесы.
- Миранда — язык программирования.
- Miranda IM — программа мгновенного обмена сообщениями.
- Miranda — российская рок-группа.
- Миранда — в фильме Питера Уира «Пикник у висячей скалы»